# 일반언어학 강의
《일반언어학 강의》(프랑스어: Cours de Linguistique Générale)는 스위스의 언어학자 페르디낭 드 소쉬르의 강의를 사후에 제자들이 정리하여 내놓은 책이다. 1996년에 이 책의 원고가 발견되어 이를 묶은 《일반언어학 노트》(Ecrits de Linguistique Générale)로 출간되었다.

## 출간 경위
≪일반언어학 강의≫(이하 ≪강의≫)는 소쉬르가 만년에 제네바 대학에서 3차에 걸쳐 강의한 노트들을 바이와 세슈아예가 한 권의 책으로 편집하여 출간한 것이다. 1907년 1월에 시작된 1차 강의는 비판적 수용단계로서 기존 언어학의 용어를 조심스럽게 사용하고, ‘기호’나 ‘가치’ 등의 공시 언어학, 일반 언어학과 관련된 용어는 가능한 한 피했다. 소쉬르는 통시 언어학에 관한 설명으로 강의를 시작했지만 시간 부족으로 차후 완전한 강좌의 대상인 정태 언어학 강의를 포기한다. 주로 인도유럽어의 내외 역사와 비교 문법의 일반적인 문제에 관해 개관하고, 역사비교언어학적 주제(음성변화, 유추, 재구, 비교방법 등)를 비판했다.
1908∼1909년의 2차 강의는 재해석과 방법적 모색의 단계로서 서론은 소쉬르의 언어학에 대한 일관성 있는 해설이다. 리들링제(Riedlinger)의 필사원고 426쪽 중 343쪽에 해당하는 부분으로 주제는 인도유럽언어학이다. 일반언어학적 주제로서 공시 언어학과 통시 언어학, 인도유럽언어학과 일반 언어학의 문제를 다루었고, 인도유럽어학에서 언어학자들이 제기한 문제들과 그 해결방법을 인식하는 것이 ‘언어학에 대한 철학적 강의를 위한 준비’로 보았다.
1910∼1911년의 3차 강의는 새 패러다임을 구축하여 소개한 강의로서 소쉬르의 사고를 보여주는 가장 충실한 강의이며, ≪강의≫에 없는 내용들이 많이 수록되어 있다. 언어(langue)에 대한 가장 중요한 이론적 성찰을 자세히 논의하고, 기호, 단위, 가치, 자의성, 정태언어학 등의 일반 공시언어학적 성찰이 주류를 이룬다. 특히 언어철학적인 인식론을 이 강의에서 잘 보여주고 있다.
이 3차에 걸친 강의를 받아 적은 제자들의 노트에 기초하여 바이와 세슈아예가 한 권의 책으로 편집해서 출간한 것이 ≪강의≫다. 비록 3차 강의의 중요 부분들이 충실히 반영되지 못했고, 편집자들이 자기 방식으로 해석한 부분들이 없지는 않으나, 이 책은 서구 사상사와 인문학적 성찰에 큰 영향을 미쳤고, 현대언어학은 이 패러다임에 기초해 있다. 
망실된 것으로 알려진 <일반언어학에 대한 저서>의 육필 원고가 1996년에 발견되었고 이 원고는 일반언어학과 관련된 소쉬르의 다른 원고들과 함께 묶여 출간되었다.

## 구조주의에 끼친 영향
소쉬르는 언어학뿐만 아니라 인문사회과학, 나아가서 20세기 유럽사상사의 한 축을 형성한 인물이다. 마르크스(K. Marx)가 사회경제사의 큰 흐름의 방향을 제시하고, 프로이트(S. Freud)가 인간심리의 숨겨진 무의식(無意識) 세계를 발견했을 때 소쉬르는 인간정신과 문화의 매개이자 담지자인 언어의 과학적 탐구를 통해 다가올 새로운 시기의 과학 패러다임(paradigme)을 추구했다. 그가 20세기에 인문과학에 미친 영향의 역사적 의미는 구조주의(structuralism)라는 거대한 패러다임을 만들어낸 데 있다. 구조주의의 출현은 현대과학사의 신기원을 이루었다. 유럽의 구조주의학파들은 ≪강의≫에 제시된 혁신적인 언어이론과 인식론, 철학적 성찰을 수용하여, 각기 독자적으로 연구관점과 대상, 방법론을 쇄신시켜 학적 체계를 재구성하여 발전을 도모했다. 따라서 구조적 인식, 즉 구조의 틀 내에서 사고함으로써 과학의 제반 영역에서 숨겨진 보이지 않는 원리와 법칙을 발견하려는 인식과 과학적 절차를 제시한 공적은 바로 소쉬르에게서 유래한다. 인문학의 제반 영역, 즉 언어학을 비롯하여, 인류학, 문학, 철학, 정신분석학, 해석학, 기호학, 사회학과 같은 학문들이 경이적으로 발전한 것도 구조적 패러다임 덕택이었으며, 이는 후기 구조주의에서 그 절정에 도달했다. 학계와 대중들에게까지 널리 알려진 ≪강의≫에서는 기존 언어학의 원자론, 특히 당시에 지배적이었던 소장문법학파의 원자론이 구조언어학의 체계적인 보편주의에 의해 극복되는 패러다임 교체의 증거를 볼 수 있다. 실제로 ≪강의≫에 나타난 핵심적인 개념과 원리, 방법은 학계의 연구방향 전환에 획을 그었다.
대부분의 학자들과 지식인들은 그의 사후(死後) 저서 ≪강의≫에 근거하여 그를 평가하고 있다. 그러나 소쉬르 전문가들에 따르면, 이 사후 저서는 그의 진정한 의도와 사상을 충실하게 반영하지 못하고 있다고 한다. ≪강의≫는 소쉬르가 자신의 사상을 체계적으로 확고하게 구축한 시점에서 직접 쓴 것이 아니라 사후에 제자들의 강의노트에 기초해서 편집된 것이어서, ≪강의≫에는 해석상 모순되는 듯하고 적용하기 어려운 상반된 원리들이 혼재해 있기 때문이다. 그리하여 소쉬르 연구자들은 소쉬르가 직접 쓴 필사본 원고와 노트에 입각하여 그의 사상과 이론, 방법적 개념과 원리를 비판적으로 재검토하고, 재구성했다.
학자들은 소쉬르의 사상과 학적 이론의 토대를 이뤄 그로 하여금 구조주의 일반언어학의 창시자로 간주되게 한 것은 ≪강의≫가 아니라 역사비교언어학을 연구하던 젊은 시절에 발표한 ≪인도유럽어 원시 모음체계에 관한 논고≫라는 사실을 새로이 알게 되었다. 이는 일반인들의 지적 상식에는 반하며, 그의 사상과 이론의 궤적을 따라 탐색하고, 연구해야만 의문이 풀리는 역설이다. 흔히들 구조주의는 소쉬르의 공시 일반언어학적인 원리에서 명확한 틀을 찾지만 그의 구조적 일반언어학의 인식론과 방법 자체는 저서에서 이미 방법론적 틀과 타당성, 정당성을 갖추고 있다는 것이 후대의 학자들의 실증적 연구에 의해 검증, 확증되었다.

## 언어와 발화
언어(랑그, langue)는 언어 사회의 구성원들이 공유하는 추상적인 체계를 의미한다. 이것이 실제로 발현되는 것이 발화(빠롤, parole)이다. 즉 발화란 각 사람이 실제로 언어생활을 하면서 표현되는 실체이다.
발화에는 억양, 강세, 고저, 장단 등도 전부 포함되고 여기에 단어 선택, 문법 선택, 문장-문장 연결 등도 들어간다. 따라서 발화는 개인마다 상황마다 다를 수밖에 없다. 따라서 언어는 추상적 체계지만 발화는 무한히 변주될 수 있다.
언어와 발화 관계는 독립적이지 않다. 개인적인 발화가 가능한 것은 그 배경에 이미 언어 시스템이 구축되어 있기 때문이다. 화자나 청자 모두가 동일한 언어를 갖고 있지 않다면 의사소통이 불가능하다. 따라서 소쉬르는 과학적인 언어학이 되기 위해서는 공통적인 시스템, 즉 언어를 연구해야 한다고 주장한다. 19세기까지 유행했던 전통문법(traditional grammar)에서는 '문자언어로 기술된 라틴어'를 모델로 삼아 각 언어의 문법을 기술하였다. 물론 문자언어가 연구하기에는 편하다. 하지만 음성언어를 배제한 이런 식의 연구에서 전반적인 언어의 모습을 제대로 살펴볼 수 있을까? 소쉬르는 이런 측면에서 전통문법을 비판하며 특히 다양성이 큰 음성언어 쪽을 연구해야 한다고 주장했다.

## 기표와 기의
소쉬르는 인간언어를 기호(sign)로 파악하였다. 즉, 언어 기호는 기표(signifier)와 기의(signified)로 구성되며, 기호는 사물 자체가 아니라 사물에 대한 관념의 재현이다. 기표와 기의의 관계에서 주목해 볼 것은 기표와 기의의 연결이 임의적인 것 혹은 자의적인 것이라는 것이다. 이를 기호의 임의성(arbitrary nature of sign)이라고 한다. 소쉬르의 언어학도 이런 관점에서 접근한다. 그에 따르면 기표(시니피앙, signifiant)는 기호의 겉모습, 즉 음성(音聲)으로 표현된 모습을 의미하고, 기의(시니피에, signifié)는 기호 안에 담긴 의미를 말한다. 즉 '나무'라는 단어의 철자와 [namu]라는 발음은 기표이고, 나무라는 구체적 대상은 기의라 할 수 있을 것이다. 이 관계에서도 역시 '나무'라는 기표와 그 구체적인 대상인 기의 사이에는 직접적인 연관성이 존재하지 않는다.
소쉬르는 두가지 기본 원리를 얘기한다.
1. 기표와 기의의 결합관계는 자의적이다.
2. 기표는 선형적이다. 즉 시간의 흐름에 따라 연속적이다.

플라톤에서 시작된 전통문법 때까지만 해도 단어가 그 지시대상과 깊은 관계에 있다고 믿었다. 우리말로 예를 들면 이런 식이다. "땅이 '땅'인 이유는 땅을 때렸더니 '땅, 땅' 소리가 나서 그렇다." 이런 상황 속에서, 기표-기의의 개념은 획기적인 발상이었다. 소쉬르는 이렇게 말한다. "언어기호는 사물과 이름을 잇는 것이 아니라, 개념과 청각영상을 결합한다."
(언어) 기호는 조상들이 쓰던 것을 이어받았고, 개인이 쉽게 변화시킬 수 없는 약속의 체계라는 점에서 불변성을 가지고 있다. 그런가하면 시간의 흐름에 의해 기표와 기의 간의 관계가 바뀌는, 즉 철자나 발음이나 의미가 바뀐다는 점에서 가변성을 가지고 있다.

## 언어학에 대한 관점
소쉬르는 자신의 구조언어학 이전의 언어학을 아래의 세 단계로 나누어 보았다.
1. 그리스 시대부터 이어진 문법연구
2. 18세기 프리드리히 볼프의 영향이 짙은 문헌학(philologie)
3. 19세기 초 프란츠 보프의 영향 하에 있었던 비교문법(언어유형론)

그리고 언어활동은 언어와 발화로 나뉘며 언어는 또 공시태와 통시태로 나뉜다고 보았다.

## 서지 정보
- ≪일반언어학 노트≫ (김현권·최용호 옮김, 인간사랑, 2007)
- ≪일반언어학 강의≫ (오원교 옮김, 형설출판사, 1973)
- ≪일반언어학 강의≫ (최승언 옮김, 민음사, 1990)
- ≪일반언어학 강의≫ (김현권 역, 2008년) 지식을만드는지식 ISBN 978-89-6228-086-9

## 같이 보기
- 언어적 전회